# Kronologija Domovinskog rata: travanj 1996.

### 1. travnja
- General Tihomir Blaškić otputovao iz Zagreba u Den Haag, gdje će se svojevoljno pojaviti pred Međunarodnim sudom za ratne zločine počinjene na prostorima bivše Jugoslavije.[1]
- Američki analitičari otkrili nove dokaze o zločinima bosanskih Srba nad Srebreničanima i to na temelju svjedočanstva pripadnika paravojske bosanskih Srba Dražena Erdemovića i snimaka iz zraka načinjenih iz špijunskog zrakoplova U-2.[1]
- Istražitelji Međunarodnog suda za ratne zločine na tlu bivše Jugoslavije (ICTY) stigli u BiH.[1]

### 2. travnja
- Europski upravitelj za Mostar Hans Koschnick obilježio završetak svog mandata otvaranjem zdravstvenog centra u istočnom dijelu grada.[1]

### 3. travnja
- U avionskoj nesreći američkog zrakoplova boienga 737 na predjelu Velji Do pokraj Dubrovnika poginulo svih 32 putnika, a među njima i američki ministar trgovine Ronald Brown, kao i fotoreporter Slobodne Dalmacije Nikša Antonini.[1]
- Predsjedatelj Prvostupanjskog vijeća Međunarodnog suda za ratne zločine počinjene na tlu bivše Jugoslavije (ICTY) Claude Jorda obznanio odluku kojom se potvrđuje utemeljenost optužnice i raspisuje međunarodna tjeralica za trojicom oficira bivše JNA (Radićem, Mrkšićem i Šljivančaninom), optuženih za tragediju Vukovara u jesen 1991.[1]

### 4. travnja
- Predsjednik Republike dr. Franjo Tuđman, sazvao izvanrednu sjednicu hrvatske Vlade u povodu tragične nesreće zrakoplova kojim je letio američki ministar trgovine Ronald Brown.[1]

### 6. travnja
- S mjesta gradonačelnika Vukovara srpski parlament smijenio Slavka Dokmanovića.[1]

### 7. travnja
- Kardinal dr. Franjo Kuharić svim ljudima dobre volje, kako je naglasio u čestitci, ljudima različitih uvjerenja, različitih vjerskih i političkih i drugih opredjeljenja, čestitao sretan Uskrs.[1]
- Na izvanrednoj sjednici hrvatske Vlade, kojom je predsjedao dr. Tuđman, istaknuto kako je cijeli let američkog zrakoplova, koji se srušio u neposrednoj blizini Dubrovnika, u hrvatskom zračnom prostoru protekao po propisima međunarodnog zrakoplovstva, ali je pilot skrenuo lijevo od propisane crte prilaza.[1]

### 8. travnja
- Uređaji u Zračnoj luci Dubrovnik bili ispravni, zaključak zajedničke hrvatsko-američke komisije koja je ispitivala uzroke nesreće američkog zrakoplova boeing 737-200, koji se srušio 3. travnja u neposrednoj blizini Dubrovnika.[1]

### 9. travnja
- U Senju uhićena četveročlana skupina međunarodnih terorista, koji su upali na teritorij Hrvatske s ciljem da u Opatiji ubiju Fikreta Abdića Babu,nesuđenog predsjednika samoproglašene republike na području Velike Kladuše.[1]
- Jedan od zapovjednika srpskog logora u Čelebićima, Zdravko Mucić, uhićen 18. ožujka u Beču, proveden na zahtjev ICTY-a u Den Haag, gdje će mu se suditi za ratne zločine.[1]

### 10. travnja
- Britansko ministarstvo vanjskih poslova samo 48 sati nakon što su se Srbija i Makedonija međusobno priznale poslalo Beogradu nagradu u obliku - priznanja SRJ i uspostave punih diplomatskih odnosa.[1]

### 22. travnja
- Uoči dvodnevnog polugodišnjeg zasjedanja Međunarodnog monetarnog fonda i Svjetske banke, guverner Narodne banke Hrvatske Marko Škreb sudjelovao u Washingtonu u radu 12-eročlane izborne skupine MMF-a, u kojoj je i Hrvatska.[2]

### 23. travnja
- Međunarodni sud za ratne zločine počinjene na prostoru bivše Jugoslavije (ICTY) potvrdio postojanje tajnih optužnica za ratne zločine u BiH.[2]
- U Washingtonu završila godišnja politička manifestacija američkih Hrvata Hrvatski dani na Hillu, gdje su lobirali za interese svoje domovine u Kongresu i administraciji.[2]

### 24. travnja
- Parlamentarna skupština Vijeća Europe dobila u Strasbourgu preporuku Vijeća ministara Vijeća Europe da primi Republiku Hrvatsku u tu najstariju instituciju, a potvrda Vijeća ministara očekuje se za 15-ak dana.[2]
- Na poziv njemačkog ministra vanjskih poslova Klausa Kinkela, na Petersbergu blizu Bonna sastali se bošnjački i hrvatski predstavnici iz BiH kako bi se što prije oživotvorila Federacija, jer su nastali problemi zbog koncepcije Muslimana koji ne priznaju ravnopravnost Hrvata, već zagovaraju tzv. građansku državu.[2]

### 25. travnja
- Visoko povjereništvo UN za izbjeglice (UNHCR), koje je prema odredbama Mirovnog sporazuma o BiH ovlašteno za organiziranje povratka izbjeglica u BiH, do sada nije potvrdilo da postoje uvjeti da taj proces počne u većim razmjerima.[2]

### 26. travnja
- Prema riječima dr. Granića, susret na Petersbergu bio vrlo važan, a postignut konkretan dogovor o jedinstvenoj federalnoj policiji, te - što je bilo osobito teško - dogovor o sastavu prijelazne vlasti u Bugojnu, Varešu, Čapljini i Stocu.[2]

### 27. travnja
- Rat u BiH mogao je biti završen 17 mjeseci ranije, da vodeći djelatnici UN-a Boutros Ghali i Yasushi Akashinisu minirali namjeruglavnog tajnik NATO-a Manfreda Wörnera - objavio bivši glasnogovornik UN-a u Zagrebu Michael Williams.[2]

### 28. travnja
- Veleposlanik BiH pri UN-u u New Yorku Muhamed Šaćirbegović odbacio u Sarajevu optužbe kako se na području BiH pod nadzorom Armije BiH nalaze bilo kakve iranske snage.[2]

### 29. travnja
- Srbija podnijela žalbu Međunarodnom sudu pravde u Haagu da joj nema pravo suditi po navodima tužbe za ratne zločine koju je tom sudu uložila BiH, a protiv SRJ. Ovo je prvi puta da je jedna zemlja pred tim sudom optužena za ratne zločine.[2]

### 30. travnja
- U središtu Mostara službeno otvoren obnovljeni Carinski most, a nazočne, uz prisutnost oba gradonačelnika - Brajkovića i Oručevića - pozdravio upravitelj EU Perez Casado.[2]